# Kolbász

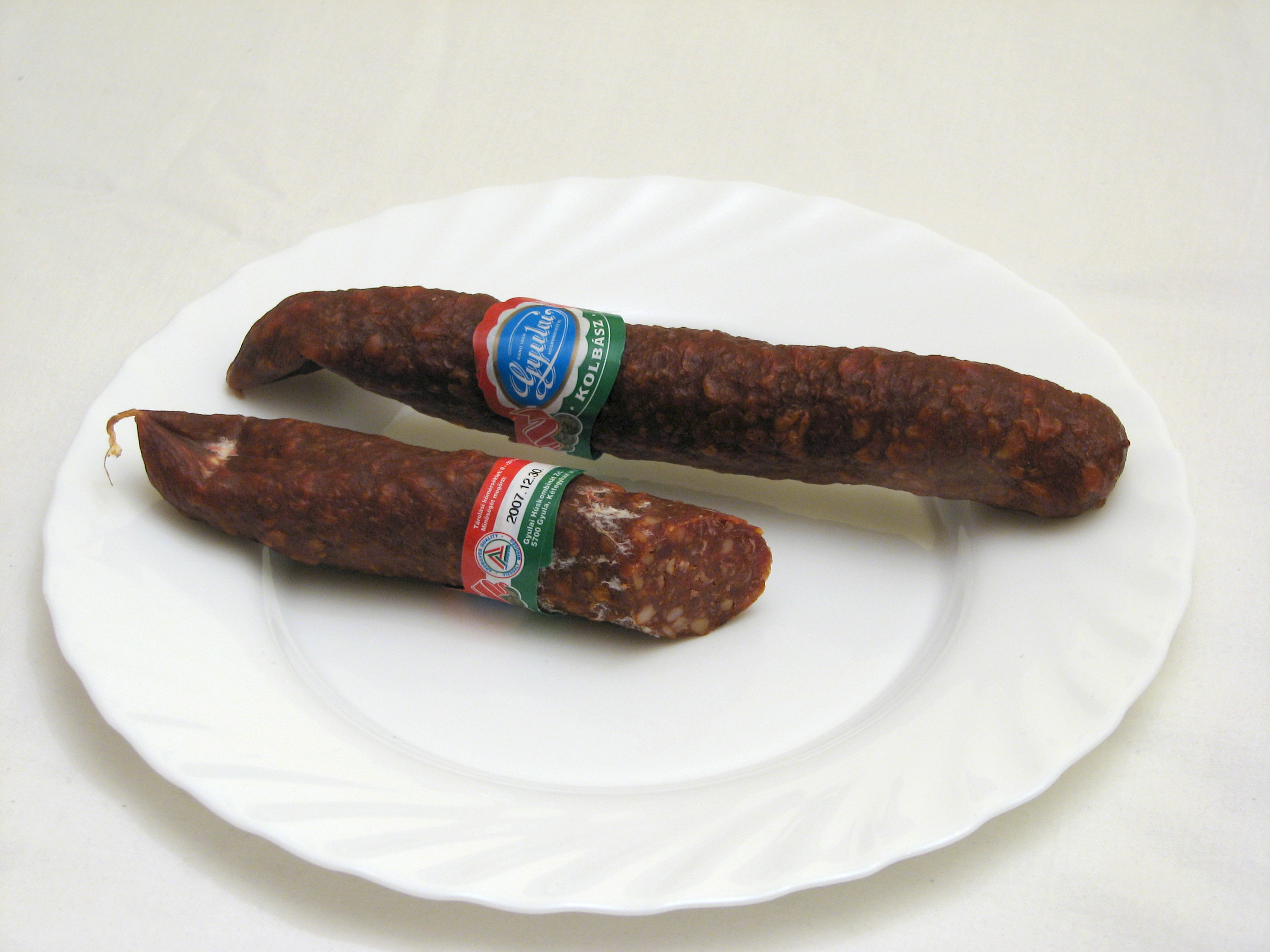
"Gyulai" kolbász

Kolbász is een gekruide droge varkenssalami uit Hongarije. Hoofdbestanddelen zijn varkensvlees, paprikapoeder, szalonna (spek), knoflook en kummel, maar dit verschilt per regio en familie. Deze ingrediënten worden in een varkensdarm gestopt en zo gerookt. Bekende soorten kolbász zijn Csabai kolbász en Gyulai kolbász.